# Michelangelo Gasparini
Michelangelo Gasparini (Lucca, 1670 k. – Velence, 1732 k.) itáliai zeneszerző, kontratenor énekes.
Talán Francesco Gasparini zeneszerző rokona, 1686-ban Giovanni Legrenzi tanítványa volt Velencében.
Énekiskolát is nyitott, tanítványai között volt Bordoni Faustina is.
Egy karikatúra van róla tollal és barna tintával fehér papíron (141 x 131 mm), Anton Maria Zanetti munkája.

## Operái[4]
- Il principe selvaggio (Velence, Teatro San Angelo, 1696)
- Rodomonte sdegnato, librettó: Grazio Braccioli (Velence, Teatro San Angelo, 1714-es karnevál)
- Arsace, Antonio Salvi librettója (Velence, Teatro di San Giovanni Crisostomo, 1718-as karnevál)
- Il Lamano, Domenico Lalli librettója (Velence, Teatro di San Giovanni Crisostomo, 1719-es karnevál)
- Il più fedel tra gli amici (A barátok között a leghűségesebb), Francesco Silvani librettója (Velence, Teatro di San Giovanni Crisostomo, 1724)

## Kantátája
- Perché mai sì bruna siete? (Miért ilyen barna [, hölgyem]?)

## Fordítás
- Ez a szócikk részben vagy egészben  a   Michelangelo Gasparini című olasz Wikipédia-szócikk ezen változatának fordításán alapul.  Az eredeti cikk szerkesztőit annak laptörténete sorolja fel. Ez a jelzés csupán a megfogalmazás eredetét és a szerzői jogokat jelzi, nem szolgál a cikkben szereplő információk forrásmegjelöléseként.